# 秀樂沙鷺
秀樂沙鷺（日语：ひうらさとる，1966年5月10日—），日本漫畫家。

## 經歷
大阪府出身，大阪市立工藝高等學校畢業。高中開始向《Nakayoshi》投稿。1984年以〈あなたと朝まで〉於《Nakayoshi DX》8月號出道。。2007年作品《小螢的青春》改編的真人版電視劇《魚干女又怎樣》播出，同年與城崎國際藝術中心館長田口幹也結婚，2009年長女未椰出生。2011年為了替311大地震受災民眾募款，與眾多漫畫家、作家、插畫家合作出版同人誌《pray for Japan》。

## 筆名
筆名取自水島新司作品《野球狂之詩》的「火浦」健與《ドカベン》的里中「智」。

## 外部連結
- 秀樂沙鷺的X（前Twitter）
- 秀樂沙鷺的Instagram帳戶